# Lea Müller (Orientierungsläuferin)

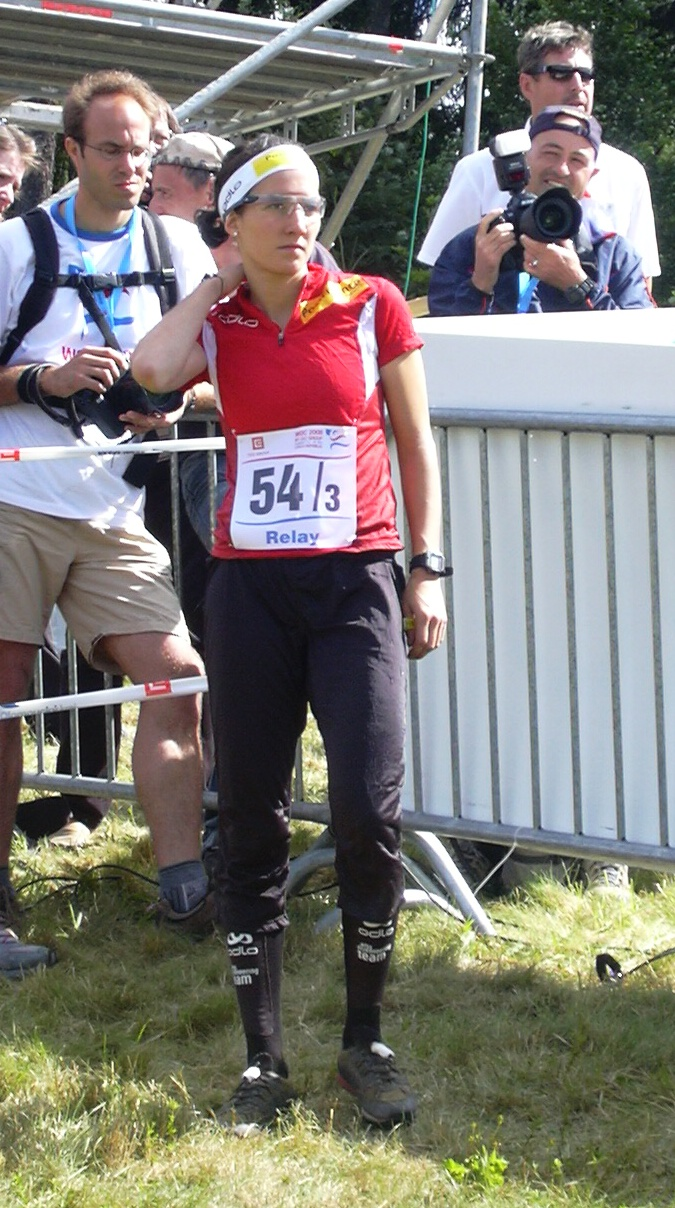
Lea Müller an der OL-WM 2008

Lea Müller (* 7. Mai 1982) ist eine Schweizer Orientierungsläuferin aus dem Kanton Basel-Landschaft.

## Vereine
Lea Müller gehört dem schweizerischen OL-Verein OLG Kakowa und dem Schwedischen Verein Södertälje Nykvarn Orientering an. Ausserdem ist sie Mitglied beim SC Liestal.

## Wichtigste sportliche Erfolge

### Weltmeisterschaften
- 2006, Århus/DEN: 11. Mitteldistanz
- 2005, Aichi/JP: 1. Staffel, 7. Mittel

### Europameisterschaften
- 2006, Otepää/EST: 2. Staffel

### Weltcup
- 9. Gesamtweltcup 2006
- 12. Gesamtweltcup 2005

### World Games
- 6. Mittel 2005
- 1. Staffel 2005

### Studentenweltmeisterschaften
- 3. Staffel 2004

### Juniorenweltmeisterschaften
- 1. Staffel 2002